# Зоряні береги
«Зоряні береги» (рос. «Звёздные берега»), інша назва «Зоряний мандрівник» (рос. «Звёздный странник») — науково-фантастичний роман російського письменника-фантаста Семена Слєпиніна. Вперше опублікований у свердловській газеті «На смену!» 1974 року. Окремою книгою виданий в 1976 році.

## Сюжет
Оповідач опинився вночі в незнайомому футуристичному місті, не пам'ятаючи хто він. Проте в нього виявляється пристрій-пояс і посвідчення «хранителя Гріоні» про роботу в якогось Актинія. Оповідача хочуть пограбувати перехожі, але потім вирішують відвести до Актинія, бо ватажок грабіжників, Саецій, теж на нього працює. Актиній цікавиться звідки в оповідача посвідчення. Як стає зрозуміло з їхньої розмови, це певна альтернативна реальність або майбутнє Землі, в якій творчість заборонена, бо суперечить Електронній Гармонії, а всі люди однакові. Не змігши з'ясувати хто його гість, Актиній все ж проявляє до нього симпатію. Він пояснює, що навколо панує урбанократія — повсюдне автоматичне місто, яким керує Генератор.
Згодом оповідач пригадує, що був космонавтом Сергієм Волошиним на борту зорельота «Орел», який відлетів у 2080 році до зорі Альтаїр. В результаті анігіляційно-гравітаційного вибуху зореліт потрапив до невідомої планетної системи, схожої на Сонячну. Екіпаж вирішив дослідити планету, віддалено схожу на Марс, і населену дуже схожими на людей істотами. Люди та аборигени розуміли одне одного завдяки квітам-перекладачам. Виявилося, це планета Таїса, що входить до товариства дванадцяти планет. Неподалік є планета Харда, що не належить до товариства, проте за всіма параметрами це мала би бути Земля. Вона оточена захисним полем, а її мешканці вміють телепортуватися й прагнуть захопити зорельоти, що пролітають повз. Як припустили жителі Таїси, космонавти потрапили в далеке майбутнє. Вони дозволили прибульцям оглянути планетну систему. Сергій став відчувати присутність поруч чужинців, а потім якась сила захопила зореліт.
Сергій під іменем Гріоні знаходить прихисток у знайомих Актинія. З розташування зірок на небі він припускає, що потрапив на 12 тис. років у майбутнє. Перевірити це йому не вдається, оскільки всі записи про історію людства стерто Генератором. Сергій знайомиться з дівчиною Елорою і випадково зустрічає свого капітана Федора. Капітан мало що пояснює, туманно зазначаючи, що Сергій з часом усе пригадає. Федір каже, що його послав Абсолют з метою використати Сергія для розвідки. Даний Абсолютом пояс здатен розгортатися в капсулу для подорожей у часі та просторі. При цьому від Сергія вимагається не проявляти жодної ініціативи, але йому за це обіцяно вічне блаженство. Потім Абсолют забирає Федора і той зникає. Слідом Сергій опиняється в безлюдній місцевості в своєму звичайному одязі космонавта.
З вигляду природи Сергій розуміє, що потрапив на Урал на Землі. Він зустрічає людей, які впізнають у ньому космонавта зі зниклого зорельота «Орел». Сергій довідується, що це XXIV століття. При допомозі нових друзів він вирушає в Москву, де постає перед дослідниками. Вони роблять висновок, що Харда — це не Земля. Сергій повертається на Урал, коли минає 100 днів, капсула Абсолюту повертається за ним, щоб забрати на Харду.
Сергій знайомиться з підпіллям, де ще практикується вільнодумство. Слуга Абсолюту на ім'я Хабор схоплює Сергія та піддає болісній процедурі зчитування пам'яті. Але земляни розробляють власну капсулу для подорожей у часі та просторі і забирають Сергія.
На Землі XXIV століття вдалося створити машину часу, якою обладнується зореліт, що вирушає на дослідження Харди. Космонавти, серед них і Сергій, опиняються в майбутньому Харди, де існує суцільна пустеля, в якій височіє статуя Генератора. Вони бачать видіння різних епох, але це виявляються ілюзії, створені Абсолютом. Для нього пустеля — це незмінний ідеал досконалості, а будь-яке життя виглядає помилкою. Космонавти зустрічають Незнайомку, яка пояснює, що Абсолют — це штучний розум, який спершу отримав усю владу на технікою, а потім усунув з неї людей як фактор нестабільності. Незнайомка — це тимчасово матеріалізована людина, чиє призначення полягає в періодичному обслуговуванні машин Абсолюту, що згорнуті замість застарілого міста в «суперелектрон». Кожна піщинка в пустелі виявляється згорненим об'єктом, який перебуває в спокої, поки не знадобиться Абсолюту. Дослідники знаходять у пустелі Федора, але розуміють, що раніше з Сергієм говорила версія капітана з майбутнього. Оскільки Абсолют не може розвиватися, але неминуче деградує, він намагається захопити чужі досягнення, в тому числі проводячи експансію в інші епохи. Абсолют погоджується відпустити дослідників, якщо хтось із них лишиться на Харді, ставши його слугою. Федір вирішує лишитися, Абсолют убиває його та оцифровує, зробивши своїм посланцем, якого раніше зустрів Сергій.
Повернувшись у XXIV століття, Сергій чує від своєї нової подруги Тані гіпотезу щодо того, чим є Харда. Земля та Харда розташовані в тому самому місці, проте в різних всесвітах, де час плине в протилежних напрямках (хоча з точки зору Харди, це Земля є антисвітом, де час плине з майбутнього в минуле). Тому вони зазвичай не взаємодіють, однак зореліт «Орел» випадково потрапив до антисвіту. Земляни будуть нові зорельоти, здатні цілеспрямовано досягнути Таїси. Їхній об'єднаний флот вирушає на бій проти Харди, щоб знищити її загрозу раз і назавжди. Оточивши планету, Абсолют не вдається знищити, але вдається ізолювати Харду.
Після повернення учасники польоту обговорюють існування подібної на Харду планети Глорія, що перебуває на ранішому етапі розвитку, і яку ще можливо врятувати.

## Художні особливості
Роман належить до умовного піджанру фантастичної літератури «Утопія в антиутопії», аналогічно до твору Івана Єфремова «Година Бика». Антиутопічне суспільство описується в оригінальній авторській стилістиці й в атмосфері кіберпанку (до виникнення самого терміну), порушується тема трансгуманізму.
Семен Слєпинін широко використовує у романі найновіші на той момент наукові знання у галузі космології. «Зоряні береги» — термін, що відображає авторську концепцію подвійності симетричних частин Всесвіту, розділених неосяжним океаном вакууму. Не вживаючи визнаних нині понять «темна матерія» і «темна енергія», автор описує колосальні можливості трансвакуумних мандрівок через просторово-часовий континуум.

## Проблематика
Автор підіймає одну з традиційних для наукової фантастики тем «повстання машин». В романі показана небезпека спроб розв'язання суспільних проблем техногенним шляхом. Людство на планеті Харда (мінус-гравітаційний двійник Землі) потрапило в залежність від кібернетичного Абсолюту, який був створений для гармонізації соціальної системи, але потім вийшов з-під контролю. У результаті сформувалося суспільство, де пригнічувалося індивідуальне самовираження, представники творчих професій були ув'язнені. Апофеозом кібернетичного рабства, від якого застерігає автор, стає насильницьке цифрування особистостей Абсолютом, який розчиняє їх у собі.
Але основне протистояння в романі відбувається не між двома світосистемами, не між, вочевидь, комуністичною Землею XXIV століття і технократичною Хардою:
|  | Ні, я потрапив не в Аркадію, не в країну блаженних посмішок і співів. Люди тут розуміли щастя як вічну незадоволеність і вічний рух вперед, повний радості та горя, перемог і поразок. В обивательському розумінні покинута мною Електронна Гармонія була мало не ідеалом «благополуччя». Але це — достаток бездумного стада, електронна Нірвана… |

На антагоністичних позиціях перебуває людина, що добровільно віддала владу безликій технології та природа, техніцизм і екологізм. Проте гармонія з природою, яка пропагується в романі, сусідить з бажанням взяти під контроль окремі її вияви шляхом штучної зміни клімату чи переписування генокоду рослин.

## Видання
- Слепынин С. Звёздный странник // На смену! — 1974. — 29 мая — 20 июня.
- Слепынин С. Звёздный странник // Уральский следопыт. — 1974. — № 10. — с. 42-64;
- Слепынин С. Звёздный странник // Уральский следопыт. — 1974. — № 11. — с. 36-60;
- Слепынин С. Звёздный странник // Уральский следопыт. — 1974. — № 12. — с. 50-72.
- Слепынин С. Звёздные берега. — Свердловск: Средне-Уральское кн. изд-во, 1976. — 160 с.
- Слепынин С. Звёздные берега // Слепынин С. Мальчик из саванны. — Свердловск: Средне-Уральское книжное издательство, 1985. — С. 3-158.
- Слепынин С. Звёздные берега // Слепынин С. Сфера Разума. — Екатеринбург: Глаголъ, 1995. — С. 5-188. — ISBN 5-88728-002-6.
- Слепынин С. Звёздные берега // Слепынин С. Звёздные берега. — М.: Центрполиграф, 2000. — С. 177—356. — ISBN 5-227-00615-6.